# Lijst van bezittingen van Warner Bros. Discovery
Warner Bros. Discovery, voorheen Time Warner en WarnerMedia is 's werelds grootste mediaconglomeraat met grote internet-, uitgeverij-, film-, telecommunicatie- en televisie-afdelingen.
Hieronder staat een lijst van een groot deel van haar merken en bedrijven (en landsafdelingen) in verleden en heden:

## Home Box Office (HBO)
| - HBO - Cinemax - HBO Independent Productions - HBO Multiplexes - HBO on Demand - Cinemax Multiplexes - Cinemax on Demand - HBO HD - Cinemax HD - HBO Video - HBO Domestic and International Program Distribution | - Joint Ventures - HBO Azië - HBO Brazilië - HBO Tsjechië - HBO Hongarije - HBO India - HBO Ole - HBO Polen - HBO Roemenië - A&E Mundo - E! Latin America - SET Latin America - WBTV Latin America - Latin America History Channel - ChannelHBO Brazil |

## Turner Broadcasting System
| - Turner Entertainment Networks - truTV - TBS - TNT - Audience - Studio T - Turner Studios - Turner Classic Movies - Game Show Network, LLC (42%, samen met Sony Pictures Television) - Game Show Network | - Turner Sports - NBA TV - Turner Sports Digital - Bleacher Report - Universal Wrestling Corporation (UWC) - AT&T SportsNet - Root Sports Northwest (40%, samen met Baseball Club of Seattle, LP) - MLB Network (16,67%, samen met Major League Baseball, Comcast, Charter Communications en Cox Communications) | - The Cartoon Network, Inc - Cartoon Network - Alive and Kicking, Inc. - Cartoon Network Productions - Cartoon Network Studios - Cartoon Network Studios Europe - Factual Productions, Inc. - Rent Now Productions, Inc. - Adult Swim - Adult Swim Games - Big Pixel Studios - Williams Street - Williams Street West - Williams Street Records - Boomerang | - CNN News Group - CNN - HLN - CNN Airport - CNN Films - CNN International - CNN Chile - CNN Indonesia (joint venture metTrans Media) - CNN Türk (50%, samen met Demirören Group) - CNN en Español - CNN.co.jp |

### Turner Broadcasting System International
| - Turner Broadcasting System Latin America - CDF - Chilevisión - Esporte Interativo - Glitz* - HTV - I.Sat - Space - Tooncast | - Turner Broadcasting System Europe - Boing (Afrika) - Boing (Frankrijk) - Boing (Italië) (49% samen met Mediaset) - Boing (Spanje) (50% same met Mediaset España Comunicación) - Cartoonito - Warner TV Frankrijk (joint venture met Canal+ Group) | - Turner Broadcasting System Asia Pacific - Oh!K - World Heritage Channel - Turner International India Private Limited - WB Channel - Cartoon Network (India) - Pogo - Turner Japan K.K. - Cartoon Network (Japan) - Boomerang - TABI Channel - Tabitele - MONDO TV - Mondo Mahjong TV | - Central European Media Enterprises (75%) - Bulgarije - bTV Media Group - bTV Cinema - bTV Comedy - bTV Action - bTV Lady - RING - bTV Radio Group - N-JOY - Z-Rock - bTV Radio - Classic FM - Jazz FM - Melody Radio | - - Tsjechië - TV Nova - Nova Cinema - Nova Sport 1 - Nova Sport 2 - Nova 2 - Nova Action - Nova Gold - Nova International - Roemenië & Moldavië - Pro TV - Pro Cinema - Pro TV Internațional - Pro TV Chișinău - Pro 2 - Pro Gold - MTV Romania - Pro X - Slowakije - Markíza - TV Doma - Dajto - Markiza International | - Andere onderdelen - Turner Classic Movies - Turner Network Television - TNT Comedy - TNT Film - TNT Serie - Turner Sports & Entertainment Digital Network - Turner Entertainment Digital - Hulu (10%) (in partnership met 21st Century Fox, Comcast en The Walt Disney Company) - iStreamPlanet - LTS Garðbær Studios - Wit Puppets - Le Gué Enterprises BV - Studio T - Global Media Group - WarnerMedia MediaLab - TruTV |

## Warner Bros.
| Warner Bros. Entertainment - DC Entertainment, Inc - DC Comics - Vertigo Comics - MAD Magazine - WildStorm Productions | Warner Bros. Pictures group - Warner Bros. Pictures - Warner Bros. Pictures Domestic Distribution (North American exhibition) - Warner Bros. Pictures International (internationale distributie and productie; meest actief in Duitsland, Italië, Spanje, het Verenigd Koninkrijk, Ierland, Japan, Zuid-Korea, Argentinië, Brazilië en Mexico) - Warner Animation Group - Warner Bros. Family Entertainment - DC Films - New Line Cinema - Turner Entertainment Co. - WaterTower Music - Castle Rock Entertainment - The Wolper Organization - Flagship Entertainment (China) (49%) (joint venture met China Media Capital (41%) en TVB (10%)) - HOOQ (streamingservice, joint venture met Sony Pictures Entertainment en Singtel; beschikbaar in Singapore, de Filipijnen, India, Indonesië en Thailand) - Warner Bros. Studio Facilities - Warner Bros. International Dubbing & Subtitling - Warner Bros. Television - The WB Television Network - Kids’ WB! - Warner Home Video - Warner Bros. Consumer Products - Telepictures Productions - Warner Independent Pictures | Warner Bros. Television Group - Warner Bros. Television - Blue Ribbon Content - Warner Horizon Television - Warner Bros. International Television Distribution - Warner Bros. International Television Production - Met dochterondernemingen in Noorwegen, Denemarken, Zweden, Finland, Frankrijk, Spanje, Portugal, Australië, Nieuw-Zeeland, en in: - Verenigd Koninkrijk met - Ricochet - Twenty Twenty - Wall to Wall - Renegade Pictures - Yalli Productions - België met - BlazHoffski Belgium - Savage Film (minderheidsaandeel; Vlaams filmhuis) - Nederland (Warner Bros. International Television Production Nederland) - Kaap Holland Film - BlazHoffski Netherlands - Duitsland met - Cologne Film - UME | - Telepictures - A Very Good Production - Momlogic - People's Court Raw - TMZ - DC All Access - Alloy Entertainment - The CW Television Network (50%, samen met CBS Corporation) - Warner Bros. Animation - Hanna-Barbera - Looney Tunes - Fandango Media (30%, samen met NBCUniversal) - Fandango Movieclips - FandangoNOW - Movies.com - MovieTickets.com - Rotten Tomatoes - Fandango Latam | Warner Bros Home Entertainment Group - Warner Home Video - Warner Bros. Digital Networks - DC Universe - Stage 13 - Uninterrupted (joint venture met LeBron James) - Ellen Digital Ventures (joint venture met Ellen DeGeneres) - Warner Bros. Interactive Entertainment - Warner Bros. Games - Avalanche Software - Monolith Productions - NetherRealm Studios - Plexchat - Portkey Games - Rocksteady Studios - TT Games - TT Games Publishing - TT Fusion - Traveller's Tales - TT Animation - TT Odyssey - Playdemic |

## Otter Media Holdings, LLC.
- Crunchyroll
- VRV
- Fullscreen, Inc
- Rooster Teeth
- Machinima
- Hello Sunshine
- Gunpowder & Sky
- Ellation Studios

## Voormalige onderdelen

### Afgestoten of verkocht
- AOL, afgestoten in 2009 en verkocht aan Verizon Communications in 2015, sinds 2017 onderdeel van Oath Inc.
- Time Inc., afgestoten in 2014 verkocht aan Meredith Corporation in 2018
  - IPC Media
  - Time4 Media - voorheen Times Mirror magazines group gekocht van Tribune Company, verkocht aan Bonnier Group & World Publications
    - Transworld Magazine Corporation
    - Popular Science
    - Marine Group
    - Time4Outdoors
    - Mountain Sports Media

  - Time, Inc. magazinegroep, verkocht aan Bonnier en World Publications